# Intertek
Intertek Group plc és una empresa multinacional britànica d'assegurament, inspecció, proves de productes i certificació amb seu a Londres, Anglaterra. Cotitza a la Borsa de Londres i forma part de l'índex FTSE 100.

## Història
Els orígens d'Intertek es remunten a tres negocis: una empresa d'estudis marins formada per Caleb Brett a la dècada de 1890, un laboratori de proves format per Milton Hersey a Montreal el 1888 i un centre de proves de làmpades establert per Thomas Edison el 1896. Tots aquests negocis van ser adquirits per l'empresa de serveis multidisciplinaris Inchcape plc durant les dècades de 1980 i principis de 1990.
Durant el novembre de 1996, Inchcape Testing Services va ser adquirida per l'empresa de capital privat Charterhouse Capital Partners a canvi de 380 milions de lliures; immediatament va ser rebatejada com a Intertek. En aquest punt, l'empresa estava molt involucrada amb nombrosos governs i altres autoritats d'arreu del món; només a Amèrica, les agències del govern dels EUA van pagar col·lectivament a Intertek 35,7 milions de dòlars a canvi d'aproximadament 250.000 proves que es van realitzar entre 1994 i 1997. A finals de la dècada de 1990, Intertek era l'únic registrador amb seu als Estats Units per a la BS 7750.
Durant el setembre del 2000, es va informar que la filial americana d'Intertek presumptament havia estat involucrada en la falsificació de dades de proves que havien afectat múltiples agències governamentals dels EUA; el Departament de Justícia dels EUA va presentar càrrecs penals contra 13 antics empleats de l'empresa pel seu paper en l'escàndol. La notícia va fer que s'ajorrés la sortida a borsa prevista de l'empresa. Richard Nelson, president i director executiu d'Intertek, va anunciar que els laboratoris que duien a terme la feina havien estat tancats i que l'empresa havia reprocessat les dades rellevants. Gairebé dos anys després, es van anunciar nous plans perquè l'empresa cotitzés a la Borsa de Londres ; en el moment de l'anunci, l'empresa tenia 10.300 empleats i operava a 99 països a través de 149.
El juny de 2004, la divisió ETL SEMKO d'Intertek va adquirir l'empresa de proves de peces d'automòbils Entela Inc. El 19 de setembre de 2007, l'empresa va anunciar l'adquisició de National Software Testing Laboratories; aquell mateix any, també va adquirir el laboratori analític d'R+D Quantitative Technologies Inc.
El 2010, Intertek va adquirir els negocis de Ciba Expert Services en matèria de Medi Ambient, Seguretat i Proves i Regulació, que incloïen Cantox Health Sciences (Cantox) i Ashuren Health Sciences (Ashuren); per separat, també va comprar Pacifica Marine. Un any més tard, l'empresa va comprar Labs & Testing SA (L&T).
Durant l'abril de 2011, l'empresa va adquirir l'especialista en serveis tècnics Moody International a canvi de 450 milions de lliures.   A principis de la dècada de 2010, tant el sector energètic com l'agricultura van ser les principals fonts de creixement de l'empresa; en particular, Intertek es va beneficiar de la promulgació de regulacions més estrictes arran de l'escàndol de la carn de cavall del 2013 a través de la seva participació en proves d'aliments, tot i que aquest sector només representava el 2,5% dels seus ingressos totals en aquell moment. En conseqüència, a principis de 2013, Intertek va registrar beneficis rècord acompanyats d'un augment del 22% en els dividends.
Durant el 2015, arran de l'escàndol d'emissions de Volkswagen, l'empresa va experimentar un augment del treball de proves dins del sector de l'automoció. Altres tendències beneficioses per a Intertek a mitjans de la dècada del 2010 van incloure un major interès públic per la sostenibilitat, i l'afebliment del valor de la lliura esterlina. A finals de la dècada del 2010, l'empresa es va centrar en augmentar els seus marges operatius i el creixement orgànic.
El maig de 2021, Intertek va adquirir les unitats de negoci d'assegurament i estàndards de SAI Global. Dos anys més tard, l'empresa presumptament va acomiadar tot un equip d'exexecutius de SAI Global per errors en l'auditoria.

## Operacions
Intertek Consumer Goods and Retail és el major proveïdor de béns de consum del món i té una xarxa de més de 1.000 laboratoris en uns 100 països.
L'empresa té més de 44.000 empleats a 100 països en més de 1.000 ubicacions, incloent-hi oficines a gran escala i instal·lacions de proves a la ciutat de Nova York, Londres i Hong Kong. Centrada en els seus serveis de proves de laboratori, l'empresa ofereix garantia de qualitat i seguretat a indústries com la construcció, la salut, l'alimentació i el transport. Els productes assajats inclouen bateries, accessoris, roba i productes químics.